# Răchitișu, Bacău
Răchitișu este un sat în comuna Strugari din județul Bacău, Moldova, România. La recensământul din 2002 avea o populație de 436 locuitori.